# Скадарска конвенција
Скадарска конвенција (турски: İşkodra Barışı) је био уговор потписан између Османског царства и Кнежевине Црне Горе 31. августа 1862. године.

## Договор
Уговор је потписан у Скадру у Османском царству (данашња Албанија) након што је Црна Гора тражила мир. Услови су били:
- Потврђен је вазални статус Црне Горе.
- Граница се неће променити.
- Мирко Петровић-Његош, Николин отац који се борио против Османлија је депортован.
- Забрањен је увоз оружја у Црну Гору.
- Покрајинска граница између Црне Горе и Херцеговине стављена је под османску војну контролу.
- Ако Црна Гора не би могла да реши своје спорове са својим пограничним суседима, она би се обратила Високој Порти.